# 쾅프로그램
쾅프로그램 (Kuang Program)은 대한민국의 포스트 펑크 밴드이다. 현재 구성원은 최태현, 서경수이며 전 구성원으로 김영훈과 권용남이 있다. 2011년 결성 이래로 나 아니면 너 (2013), 감은 눈 (2016) There is No More Snow on the Television (2021) 총 3장의 정규 음반을 발매했다.

## 음반 목록

### 정규 음반
- 나 아니면 너 (2013)
- 감은 눈 (2016)
- There is No More Snow on the Television (2021)

### EP
- This is the End of Us (2012)
- (For City) Special Demo (2012)
- 불꽃, 꿈, 폭소 (2014)